# Оранги
Оранги (англ. Orangi Town) — техсил расположенный в северо-западной части пакистанского города Карачи, столицы провинции Синд. Техсил включает в себя районы трущоб.

## Географическое положение
Техсил граничит с Нью-Карачи на севере, с Гулбергом вдоль реки Гуджар-Нала на востоке, с Лиакатабадом на юге и с Синдской торгово-промышленной зоной на западе. Техсил состоит из 13 союзных советов.

## Населения
В 2010 году население техсила составляло 1 540 420 человек.

## Власть
- Назим — Абдул Хак
- Наиб назим — Шахид Башир
- Администратор — Камаруддин Шаикх